# Tarquinius

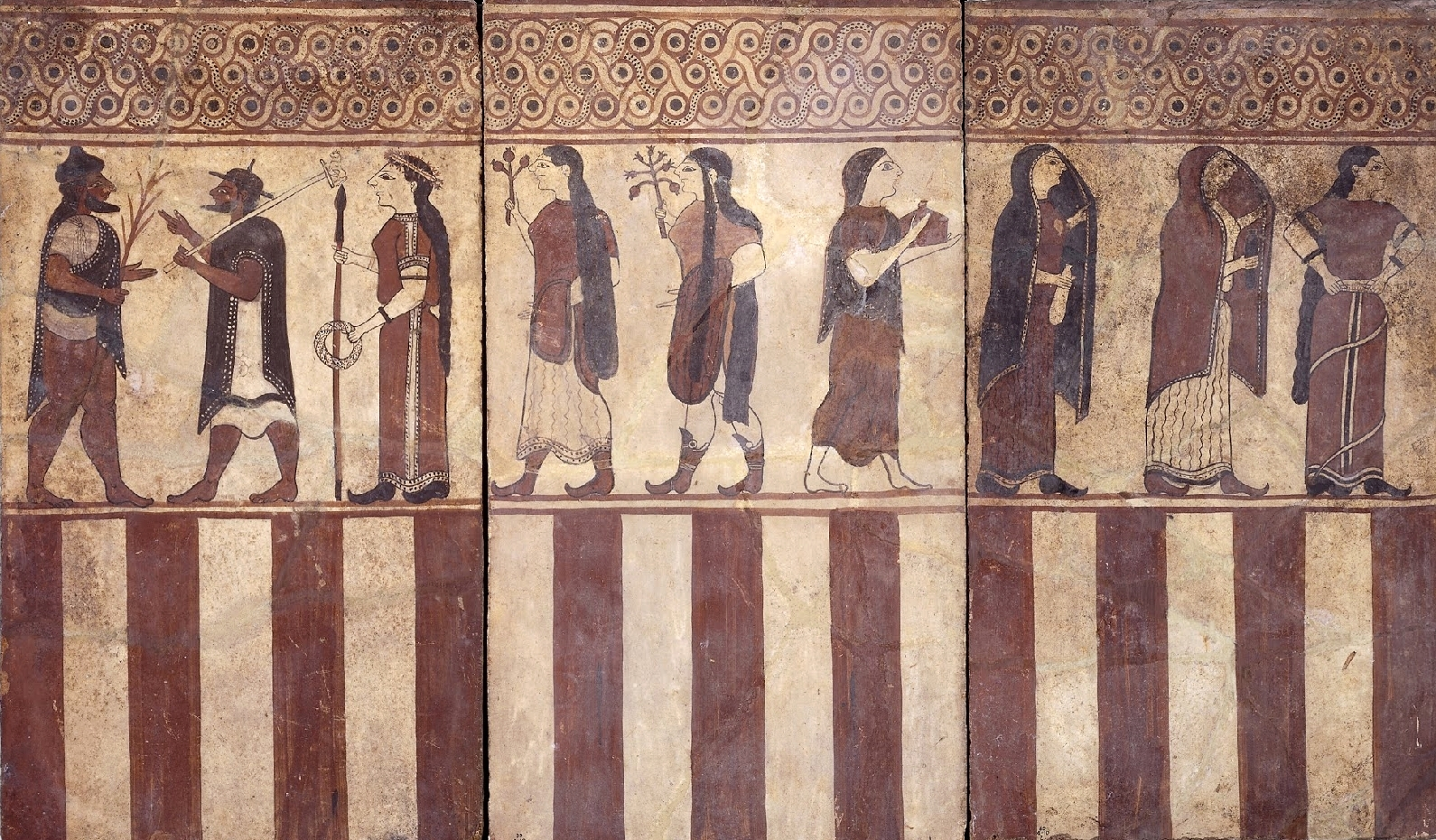
Etruskische Wandmalerei aus Caere, 6. Jh. v. Chr.

Tarquinius ist der Name einer römischen Familie mit etruskischen Wurzeln. Aus der Familie stammen mehrere der römischen Könige aus der Frühzeit Roms.

## Etymologie
Tarquinius ist die lateinische Entsprechung des etruskischen Namens tarqu(n)-na, auch tarcna oder tarχna. Der Name geht zurück auf den kleinasiatisch-ägäischen Gott Tarku, der mit der Einwanderung der Etrusker in Italien assimiliert wurde und sich zum Held Tarchon des etruskischen Volkes wandelte. Auf die Stammform tarchna führen zwei römische Familien ihren Namen zurück: Tarquinius und Tarquitius. Beide sind durch die etruskischen Grabfunde von Caere belegt, wobei der Name Tarquitius dort sogar noch häufiger anzutreffen ist.
Während der Römischen Republik sind Tarquinier in Rom nachgewiesen. Das ist etwas überraschend, da es in der Überlieferung heißt, dass die ganze Familie nach dem letzten römischen König vertrieben worden ist. Die belegte Anwesenheit der Tarquinier im späteren republikanischen Rom hat dazu geführt, dass Dionysios von Halikarnassos in seiner Römischen Geschichte zwei Tarquinier (M. und P. Tarquinius) vorgängig einbürgern musste, um die Präsenz der Familie in Rom erklären zu können.
In der Kaiserzeit ist der Name nur noch selten anzutreffen. Relativ häufig ist dagegen der Frauenname „Tarquinia“.

## Die Etrusker in Rom

### Rom vor den Etruskern
Die ältesten Siedlungen auf stadtrömischem Boden befanden sich auf den Hügeln in Form von Dorfgemeinschaften. Laut Andreas Alföldi kann man zeigen, „daß das voretruskische Rom eine Doppelgemeinde von Latinern auf dem Palatin und Sabinern auf dem Quirinal war, die durch eine archaische staatliche Ordnung geeint waren, welche alle Lebensbereiche – Religion, Politik, Wirtschaft und Gesellschaft – umfasste“.  Die Meinung unter Wissenschaftlern ist geteilt, ob zuerst die Etrusker oder die Latiner den Platz für sich beansprucht haben. Es existieren aber keine archäologischen Funde, die für eine jüngere Zuwanderung von Latinern sprechen würden. Demzufolge wären die Latiner die „Aboriginer“ der Region, wie sie Titus Livius in seinem Werk, Ab urbe condita, nennt.

### Die erste etruskische Phase
Für das 7. Jh. v. Chr. konnten erstmals etruskische Adlige in der Gegend nachgewiesen werden. Die Meinungen gehen auseinander, ob Rom nach einer etruskischen Adelsfamilie benannt wurde, die die Dörfer auf den Hügeln zu einer Stadt geformt hatte und ihr danach auch den Namen gab. Es ist möglich, aber nicht belegbar, dass es in dieser Periode bereits etruskische Könige gab. Aus dieser Zeitspanne existiert nicht viel Quellenmaterial, so dass die Gesellschaftsformen hauptsächlich aus Rückschlüssen konstruiert werden müssen.

### Die zweite etruskische Phase
Die zweite etruskische Phase fällt ins 6. Jh. v. Chr. Aus dieser Zeit existieren erste Belege über die Familie der Tarquinier. Sie äußern sich in Form von Überlieferungen, die die Anfänge von Bauten wie des Tempels auf dem Capitol, des Circus Maximus, der Cloaca Maxima und die Schaffung des latinischen Bundes begleiten. Die Einführung des Triumphzugs, der Insignien und die Fasces werden ebenfalls den Tarquiniern zugeschrieben wie auch Kulturerrungenschaften wie die Wagen- und Circusspiele. Erwähnenswert ist der etruskische Bau aus der Tarquinierzeit, das Tullianum, der als einziger die Zeit überdauert hat und heute noch in Rom zu sehen ist.
Die stolzen Römer haben die Tarquinier immer als Eindringliche und ihre Herrschaft als Übernahme einer fremden Macht wahrgenommen, obwohl sie gleichzeitig viel von deren Kultur und dem Wissen übernommen und integriert haben. Eine etruskische Herrschaft während der Gründungszeit Roms empfanden sie als viel zu beschämend und in diesem Dilemma haben die Geschichtsschreiber, im Besonderen Quintus Fabius Pictor, für das Auftauchen der Tarquinier in ihren Annalen eine erträglichere Version mit der Legende rund um die Tarquinier erschaffen.
Johann Jakob Bachofen schreibt dazu:

„Die unglaubliche Wut, mit welcher Rom Etrurien vernichtet und aller Spuren seiner Gesittung vertilgt hat, ist nicht im Stande gewesen, uns jedes Denkmal solcher Art zu entziehen. Nach dem Untergange des Volkes, seiner gesamten Literatur, selbst seiner Sprache hat sich in der römischen Geschichte ein Stück der etruscischen erhalten. Während eines Jahrhunderts ist das später siegreiche Volk eine Dependenz des zuletzt besiegten. Drei gewaltige Fürsten etruscischer Abstammung schliessen die Reihe der römischen Könige. In ihrer Geschichte spiegelt sich das Bild des mächtigen Nachbarvolks, in ihren Mythen die ganze Gedankenwelt der Zeit.“

### Die Könige der Tarquinierzeit

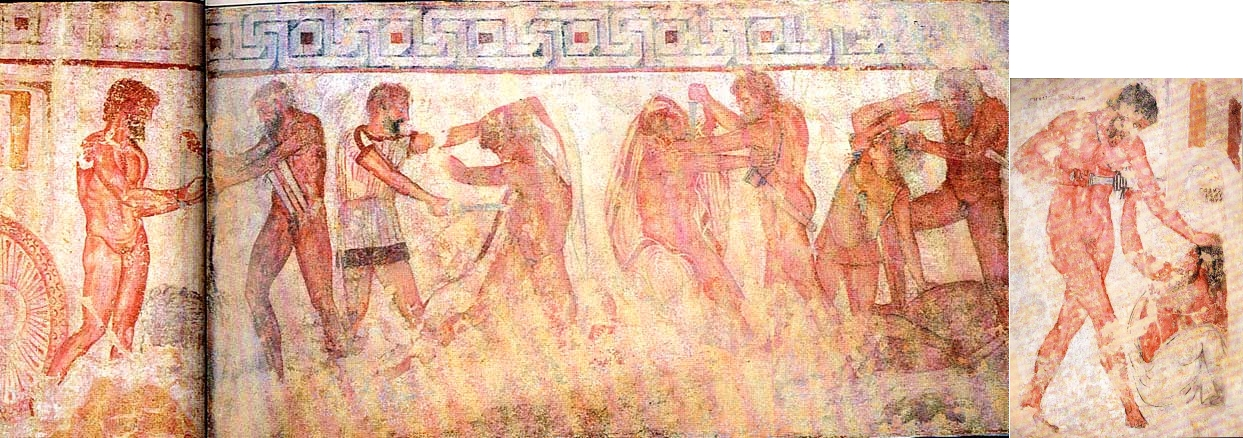
Tomba Francois aus dem 4. Jh. Auf der rechten Seite die Darstellung der Ermordung des Cnaeve Tarchunies Rumach durch Marce Camitlnas

Es ist nicht belegt, wie viele römische Könige in der zweiten etruskischen Phase aus der Familie der Tarquinier kamen, aber es ist einigermaßen sicher, dass es mehrere waren. Das Dazwischenschieben von Servius Tullius zwischen zwei tarquinische Könige in der römischen Tradition weist darauf hin, dass die Tarquinier mit Unterbrechungen an der Macht waren, und dass wahrscheinlich der letzte römische König ein Tarquinier gewesen ist.
Der einzige namentlich gesicherte Tarquinier ist Cnaeve Tarchunies Rumach, lateinisch Gnaeus Tarquinius der Römer. Er ist im Gemälde des Tomba Francois aus Vulci überliefert ebenso wie seine Ermordung durch Marce Camitlnas. Das Gemälde stammt zwar aus der Zeit um 300 v. Chr., mehrere Jahrhunderte nach der Tarquinierzeit, ist aber älter als alle Annalistik und Pontificalchronik. Es wird angenommen, dass es auf eine ältere Vorlage zugreift. Das Gemälde stellt die Ermordung des Königs dar, nicht aber den Sturz des Königstums. Es kann deshalb angenommen werden, dass Cn. Tarquinius nicht der letzte römische König gewesen ist.
Die Meinung unter den Wissenschaftlern ist nicht eindeutig, ob sowohl der gute König, Lucius Tarquinius Priscus, als auch der böse, Lucius Tarquinius Superbus, reine Fiktion sind. Fritz Schachermeyr, dessen Artikel über die Tarquinier anerkannt sind, vertritt die Meinung, dass die einzig gesicherte Überlieferung die Anwesenheit der Tarquinier im Allgemeinen ist. Deshalb sei keine der beiden Personen als historisch anzunehmen.

## Überlieferung
Der älteste römische Geschichtsschreiber, Quintus Fabius Pictor, liefert die erste Fassung des Stammbaums der Tarquinier, wie wir ihn später von Dionysios von Halikarnassos und Titus Livius kennen. Man nimmt an, dass die schriftliche Quelle, über die Quintus Fabius Pictor verfügte, aus einer Einleitung zu den Konsullisten stammt. Wahrscheinlich wurde sie frühstens um 300 v. Chr. von einem Priester geschrieben. Man nimmt ebenfalls an, dass die ursprüngliche Quelle die Taten eines einzelnen Tarquinischen Königs erzählt und dass Quintus Fabius Pictor die Geschichte auf zwei Figuren verteilte.
Robert Maxwell Ogilvie schreibt dazu in seinen Kommentaren:

„Their very names, Priscus and Superbus, are the work of subsequent differentiation and a comparison of the deeds attributed to them displays an unhealthy duplication. Both are credited with the building of the cloacae, the circus, and the beginning of the Capitoline temple. Both engaged in successful operations against the Latins (Apiolae and Pometia): Both were driven on by ambitious women. Yet Priscus and Superbus cannot be identified. The Etruscan domination of Rome begins in the period 625–600 and at the other end 510 is a firm date for the expulsion of a king who can only be a Tarquin. We should rather believe that tradition accurately preserved the memory of an Etruscan era at Rome lasting for a century with possible interruptions (Servius Tullius) during which the Tarquin family maintained a dynastic rule.“

Quintus Fabius Pictor fehlten aus belegbaren Quellen wie Inschriften, Bauten und Überlieferungen bereits wichtige Einzelheiten wie die Reihenfolge, Anzahl und selbst einige Namen der römischen Könige. Er erkannte, dass es mehrere Könige aus der Familie der Tarquinier gegeben hatte und baute daraus die Geschichte des Lucius Tarquinius Priscus und Lucius Tarquinius Superbus.
Allerdings hat er sich nicht um chronologische Korrektheit bemüht und dieser Umstand hat zu Schwankungen und Unstimmigkeiten in den nun folgenden Überlieferungen geführt. Ob es sich bei Lucius Tarquinius Superbus um einen Sohn oder Enkel des Lucius Tarquinius Priscus gehandelt hat, ist dabei unerheblich, ging es doch auch darum, 38 Jahre Regierungstätigkeit von L. Tarquinius Priscus und 25 Jahre von Lucius Tarquinius Superbus, im Besonderen Kriege und Kriegsereignisse, mehr oder weniger zu erfinden.
Dionysius von Halikarnassos zum Beispiel hat aus eben diesen Gründen, indem er der Erzählung von Lucius Calpurnius Piso Frugi folgte, unbekannte Generationen in die Erzählung eingebaut, um chronologische Schwierigkeiten zu überbrücken. Sein Stammbaum ist im Folgenden dargestellt.

Livius hielt sich eher zurück und schreibt: „Dieser L. Tarquinius – ob er ein Sohn oder ein Enkel des Königs Tarquinius Priscus war, ist nicht ganz klar; ich möchte ihn jedoch mit der Mehrzahl der Quellen als seinen Sohn bezeichnen.“ Mit dieser Haltung ist er vielen Folgeschwierigkeiten aus dem Weg gegangen.
Weitere Unstimmigkeiten lassen sich auch bei den Daten der einzelnen Tarquinier belegen. Zum Beispiel flüchtet L. Tarquinius Superbus bei Livius zuerst nach Caere und bei Dionysios nach Gabii. Sein Sohn Sextus findet nach Livius den Tod in Gabii, nach Dionysios stirbt er in der Schlacht am See Regilius.

## Familienangehörige
Die folgende Tabelle führt Personen der tarquinischen Familie auf, die an der römischen Königszeit beteiligt waren oder in der Forschung Beachtung gefunden haben. Die Tabelle ist daher in Bezug auf die Überlieferung aller bekannten Familienmitgliedern der Tarquinier unvollständig. Interessierte können die Epigraphische Datenbank Heidelberg oder die Epigraphik-Datenbank Clauss-Slaby abfragen, die viele Inschriften und Grabfunde von Tarquiniern enthalten.
| Name                                               | f/h    | Zeitraum (±Jh.) | Beschreibung (zu beachten ist fiktiv/historisch)                 |
| -------------------------------------------------- | ------ | --------------- | ---------------------------------------------------------------- |
| Arruns Tarquinius                                  | f      | -7.             | Sohn von Demaratos, älterer Bruder von Lucius Tarquinius Priscus |
| Arruns Tarquinius Egerius                          | f      | -7./6.          | Enkel von Demaratos                                              |
| Arruns Tarquinius                                  | f      | -6.             | Bruder des Lucius Tarquinius Superbus                            |
| Arruns Tarquinius                                  | f      | -6.             | Sohn des Lucius Tarquinius Superbus                              |
| Lucius Tarquinius Priscus                          | f      | -7./6.          | 5. römischer König                                               |
| Lucius Tarquinius Superbus                         | f      | -6./5.          | 7. römischer König                                               |
| Tarquinia                                          | f      | -6.             | Tochter des Lucius Tarquinius Priscus                            |
| Tullia                                             | f      | -6.             | Ältere Tochter der Tarquinia                                     |
| Tullia                                             | f      | -6./5.          | Jüngere Tochter der Tarquinia                                    |
| Sextus Tarquinius                                  | f      | -6.             | Sohn von Lucius Tarquinius Superbus                              |
| Titus Tarquinius                                   | f      | -6./5.          | Sohn von Lucius Tarquinius Superbus                              |
| Gnaeus Tarquinius                                  | h      | -6.             | Römischer König. Überliefert als Cnaeve Tarchunies Rumach        |
| Lucius Tarquinius Collatinus                       | f      | -6./5.          | Erster Konsul der römischen Republik                             |
| Lucius Iunius Brutus                               | f      | -6.             | Erster Konsul der römischen Republik                             |
| L. Tarquinius Flaccus                              | unklar | -5.             | Patrizier und Reiterführer unter Lucius Quinctius Cincinnatus    |
| Lucius Tarquinius                                  | h      | -1.             | Teilnehmer der Catilinarischen Verschwörung                      |
| M. Tarquinius                                      | f      | -6.             | Soll Verschwörung aufgedeckt haben                               |
| P. Tarquinius                                      | f      | -6.             | Soll Verschwörung aufgedeckt haben                               |
| Lucius Tarquinius Amianthus und Tarquinia Paederos | h      | 1.              | Freigelassenes Ehepaar                                           |

1. ↑  f=fiktiv, h=historisch